# Lista di asteroidi (441001-442000)
Di seguito una lista di asteroidi dal numero 441001 al 442000 con data di scoperta e scopritore.

## 441001-441100
| Nome     | Designazione provvisoria | Data di scoperta  | Scopritore             |
| -------- | ------------------------ | ----------------- | ---------------------- |
| 441001 - | 2007 DO49                | 25 gennaio 2007   | CSS                    |
| 441002 - | 2007 DS53                | 19 febbraio 2007  | Mt. Lemmon Survey      |
| 441003 - | 2007 DY81                | 23 febbraio 2007  | Spacewatch             |
| 441004 - | 2007 DG82                | 17 febbraio 2007  | Spacewatch             |
| 441005 - | 2007 DA93                | 23 febbraio 2007  | LINEAR                 |
| 441006 - | 2007 DL96                | 23 febbraio 2007  | Mt. Lemmon Survey      |
| 441007 - | 2007 DZ98                | 27 gennaio 2007   | Mt. Lemmon Survey      |
| 441008 - | 2007 DV100               | 8 febbraio 2007   | Spacewatch             |
| 441009 - | 2007 DP116               | 16 febbraio 2007  | CSS                    |
| 441010 - | 2007 EB6                 | 28 ottobre 2005   | Spacewatch             |
| 441011 - | 2007 EX12                | 26 febbraio 2007  | Mt. Lemmon Survey      |
| 441012 - | 2007 EQ15                | 9 marzo 2007      | Spacewatch             |
| 441013 - | 2007 EM69                | 10 marzo 2007     | Spacewatch             |
| 441014 - | 2007 EK72                | 5 ottobre 2004    | Spacewatch             |
| 441015 - | 2007 EM82                | 12 marzo 2007     | Spacewatch             |
| 441016 - | 2007 EY83                | 12 marzo 2007     | Spacewatch             |
| 441017 - | 2007 EG115               | 13 marzo 2007     | Mt. Lemmon Survey      |
| 441018 - | 2007 EO131               | 9 marzo 2007      | Mt. Lemmon Survey      |
| 441019 - | 2007 EE135               | 29 gennaio 2007   | Spacewatch             |
| 441020 - | 2007 EC147               | 26 febbraio 2007  | Mt. Lemmon Survey      |
| 441021 - | 2007 EE147               | 26 febbraio 2007  | Mt. Lemmon Survey      |
| 441022 - | 2007 EM160               | 14 marzo 2007     | Spacewatch             |
| 441023 - | 2007 ET170               | 8 febbraio 2007   | Spacewatch             |
| 441024 - | 2007 EX173               | 10 marzo 2007     | Spacewatch             |
| 441025 - | 2007 EN185               | 14 marzo 2007     | Mt. Lemmon Survey      |
| 441026 - | 2007 EB193               | 14 marzo 2007     | LINEAR                 |
| 441027 - | 2007 EN196               | 15 marzo 2007     | Spacewatch             |
| 441028 - | 2007 EW210               | 8 marzo 2007      | NEAT                   |
| 441029 - | 2007 EX217               | 15 marzo 2007     | Spacewatch             |
| 441030 - | 2007 EB221               | 13 marzo 2007     | Mt. Lemmon Survey      |
| 441031 - | 2007 FW2                 | 16 marzo 2007     | CSS                    |
| 441032 - | 2007 FS7                 | 16 marzo 2007     | Mt. Lemmon Survey      |
| 441033 - | 2007 FD13                | 19 marzo 2007     | CSS                    |
| 441034 - | 2007 FR20                | 20 marzo 2007     | PMO NEO Survey Program |
| 441035 - | 2007 FF25                | 20 marzo 2007     | Spacewatch             |
| 441036 - | 2007 GC11                | 11 aprile 2007    | Spacewatch             |
| 441037 - | 2007 GG21                | 11 aprile 2007    | Mt. Lemmon Survey      |
| 441038 - | 2007 GW21                | 11 aprile 2007    | Mt. Lemmon Survey      |
| 441039 - | 2007 GB51                | 15 aprile 2007    | Spacewatch             |
| 441040 - | 2007 GG59                | 15 aprile 2007    | Spacewatch             |
| 441041 - | 2007 GZ66                | 15 aprile 2007    | Spacewatch             |
| 441042 - | 2007 HF3                 | 26 marzo 2007     | Mt. Lemmon Survey      |
| 441043 - | 2007 HD13                | 29 marzo 2007     | Spacewatch             |
| 441044 - | 2007 HK30                | 19 aprile 2007    | Mt. Lemmon Survey      |
| 441045 - | 2007 HC41                | 20 aprile 2007    | LINEAR                 |
| 441046 - | 2007 HM45                | 18 aprile 2007    | Spacewatch             |
| 441047 - | 2007 HH64                | 22 aprile 2007    | Mt. Lemmon Survey      |
| 441048 - | 2007 HD67                | 22 aprile 2007    | Mt. Lemmon Survey      |
| 441049 - | 2007 HW83                | 11 aprile 2007    | Spacewatch             |
| 441050 - | 2007 JH1                 | 7 maggio 2007     | Spacewatch             |
| 441051 - | 2007 JT41                | 11 maggio 2007    | Spacewatch             |
| 441052 - | 2007 JO44                | 11 maggio 2007    | Mt. Lemmon Survey      |
| 441053 - | 2007 LB10                | 9 giugno 2007     | Spacewatch             |
| 441054 - | 2007 LR17                | 10 giugno 2007    | Spacewatch             |
| 441055 - | 2007 LS24                | 14 giugno 2007    | Spacewatch             |
| 441056 - | 2007 LC25                | 19 aprile 2007    | Mt. Lemmon Survey      |
| 441057 - | 2007 PX10                | 12 agosto 2007    | Ries, W.               |
| 441058 - | 2007 PH25                | 12 agosto 2007    | Siding Spring Survey   |
| 441059 - | 2007 PF33                | 9 agosto 2007     | LINEAR                 |
| 441060 - | 2007 PR45                | 13 agosto 2007    | Siding Spring Survey   |
| 441061 - | 2007 QX13                | 24 agosto 2007    | Spacewatch             |
| 441062 - | 2007 QV14                | 24 agosto 2007    | Spacewatch             |
| 441063 - | 2007 RG4                 | 3 settembre 2007  | CSS                    |
| 441064 - | 2007 RF9                 | 7 settembre 2007  | OAM                    |
| 441065 - | 2007 RV11                | 10 settembre 2007 | Chante-Perdrix         |
| 441066 - | 2007 RA17                | 24 gennaio 2006   | LONEOS                 |
| 441067 - | 2007 RN30                | 5 settembre 2007  | LONEOS                 |
| 441068 - | 2007 RF34                | 5 settembre 2007  | LONEOS                 |
| 441069 - | 2007 RQ58                | 10 settembre 2007 | CSS                    |
| 441070 - | 2007 RA63                | 10 settembre 2007 | Mt. Lemmon Survey      |
| 441071 - | 2007 RU63                | 10 settembre 2007 | Mt. Lemmon Survey      |
| 441072 - | 2007 RX64                | 10 settembre 2007 | Mt. Lemmon Survey      |
| 441073 - | 2007 RX73                | 10 settembre 2007 | Mt. Lemmon Survey      |
| 441074 - | 2007 RQ87                | 10 settembre 2007 | Mt. Lemmon Survey      |
| 441075 - | 2007 RQ107               | 11 settembre 2007 | Mt. Lemmon Survey      |
| 441076 - | 2007 RO111               | 11 settembre 2007 | Spacewatch             |
| 441077 - | 2007 RC132               | 12 settembre 2007 | Mt. Lemmon Survey      |
| 441078 - | 2007 RJ133               | 15 settembre 2007 | Mt. Lemmon Survey      |
| 441079 - | 2007 RY152               | 10 settembre 2007 | Spacewatch             |
| 441080 - | 2007 RP155               | 24 agosto 2007    | Spacewatch             |
| 441081 - | 2007 RS171               | 10 settembre 2007 | Spacewatch             |
| 441082 - | 2007 RZ171               | 10 settembre 2007 | Spacewatch             |
| 441083 - | 2007 RZ178               | 10 settembre 2007 | Spacewatch             |
| 441084 - | 2007 RT182               | 12 settembre 2007 | Spacewatch             |
| 441085 - | 2007 RM186               | 13 settembre 2007 | Mt. Lemmon Survey      |
| 441086 - | 2007 RK188               | 10 settembre 2007 | CSS                    |
| 441087 - | 2007 RJ201               | 19 ottobre 2003   | Spacewatch             |
| 441088 - | 2007 RF202               | 13 settembre 2007 | Spacewatch             |
| 441089 - | 2007 RY205               | 10 settembre 2007 | Mt. Lemmon Survey      |
| 441090 - | 2007 RA216               | 12 settembre 2007 | Spacewatch             |
| 441091 - | 2007 RT221               | 14 settembre 2007 | Mt. Lemmon Survey      |
| 441092 - | 2007 RY238               | 30 dicembre 2000  | LINEAR                 |
| 441093 - | 2007 RR240               | 10 settembre 2007 | CSS                    |
| 441094 - | 2007 RO248               | 13 settembre 2007 | Mt. Lemmon Survey      |
| 441095 - | 2007 RK252               | 13 settembre 2007 | CSS                    |
| 441096 - | 2007 RZ280               | 13 settembre 2007 | CSS                    |
| 441097 - | 2007 RL281               | 13 settembre 2007 | CSS                    |
| 441098 - | 2007 RT312               | 14 settembre 2007 | Mt. Lemmon Survey      |
| 441099 - | 2007 RK321               | 14 settembre 2007 | LINEAR                 |
| 441100 - | 2007 RF325               | 14 settembre 2007 | Mt. Lemmon Survey      |

## 441101-441200
| Nome     | Designazione provvisoria | Data di scoperta  | Scopritore             |
| -------- | ------------------------ | ----------------- | ---------------------- |
| 441101 - | 2007 SB3                 | 16 settembre 2007 | LINEAR                 |
| 441102 - | 2007 SD5                 | 25 ottobre 2003   | LINEAR                 |
| 441103 - | 2007 SP6                 | 21 settembre 2007 | CSS                    |
| 441104 - | 2007 SB11                | 21 settembre 2007 | PMO NEO Survey Program |
| 441105 - | 2007 SE24                | 26 settembre 2007 | Mt. Lemmon Survey      |
| 441106 - | 2007 TF4                 | 6 ottobre 2007    | OAM                    |
| 441107 - | 2007 TG5                 | 4 ottobre 2007    | CSS                    |
| 441108 - | 2007 TZ5                 | 6 ottobre 2007    | LINEAR                 |
| 441109 - | 2007 TV9                 | 6 ottobre 2007    | LINEAR                 |
| 441110 - | 2007 TC12                | 6 ottobre 2007    | LINEAR                 |
| 441111 - | 2007 TD20                | 20 ottobre 2003   | Spacewatch             |
| 441112 - | 2007 TU23                | 9 ottobre 2007    | LINEAR                 |
| 441113 - | 2007 TO34                | 9 settembre 2007  | Mt. Lemmon Survey      |
| 441114 - | 2007 TG35                | 12 settembre 2007 | Mt. Lemmon Survey      |
| 441115 - | 2007 TX36                | 4 ottobre 2007    | Spacewatch             |
| 441116 - | 2007 TL38                | 4 ottobre 2007    | CSS                    |
| 441117 - | 2007 TT43                | 7 ottobre 2007    | Spacewatch             |
| 441118 - | 2007 TD46                | 7 ottobre 2007    | Spacewatch             |
| 441119 - | 2007 TV48                | 14 settembre 2007 | Mt. Lemmon Survey      |
| 441120 - | 2007 TL56                | 4 ottobre 2007    | Spacewatch             |
| 441121 - | 2007 TL62                | 7 ottobre 2007    | Mt. Lemmon Survey      |
| 441122 - | 2007 TK64                | 15 settembre 2007 | Mt. Lemmon Survey      |
| 441123 - | 2007 TK76                | 24 agosto 2007    | Spacewatch             |
| 441124 - | 2007 TN76                | 11 settembre 2007 | Mt. Lemmon Survey      |
| 441125 - | 2007 TJ78                | 5 ottobre 2007    | Spacewatch             |
| 441126 - | 2007 TU86                | 8 ottobre 2007    | Mt. Lemmon Survey      |
| 441127 - | 2007 TW86                | 8 ottobre 2007    | Mt. Lemmon Survey      |
| 441128 - | 2007 TB88                | 8 ottobre 2007    | Mt. Lemmon Survey      |
| 441129 - | 2007 TM93                | 12 settembre 2007 | Mt. Lemmon Survey      |
| 441130 - | 2007 TG95                | 12 dicembre 1999  | Spacewatch             |
| 441131 - | 2007 TG108               | 9 settembre 2007  | Spacewatch             |
| 441132 - | 2007 TN111               | 8 ottobre 2007    | CSS                    |
| 441133 - | 2007 TZ114               | 21 novembre 2003  | Spacewatch             |
| 441134 - | 2007 TM121               | 6 ottobre 2007    | Spacewatch             |
| 441135 - | 2007 TP125               | 6 ottobre 2007    | Spacewatch             |
| 441136 - | 2007 TA129               | 6 ottobre 2007    | Spacewatch             |
| 441137 - | 2007 TC132               | 7 ottobre 2007    | Mt. Lemmon Survey      |
| 441138 - | 2007 TS138               | 9 ottobre 2007    | CSS                    |
| 441139 - | 2007 TG142               | 11 settembre 2007 | CSS                    |
| 441140 - | 2007 TC143               | 15 ottobre 2007   | Siding Spring Survey   |
| 441141 - | 2007 TO146               | 6 ottobre 2007    | LINEAR                 |
| 441142 - | 2007 TV148               | 11 settembre 2007 | Mt. Lemmon Survey      |
| 441143 - | 2007 TO170               | 12 ottobre 2007   | LINEAR                 |
| 441144 - | 2007 TV180               | 8 ottobre 2007    | LONEOS                 |
| 441145 - | 2007 TM194               | 7 ottobre 2007    | Mt. Lemmon Survey      |
| 441146 - | 2007 TU197               | 14 settembre 2007 | Mt. Lemmon Survey      |
| 441147 - | 2007 TT200               | 4 ottobre 2007    | Spacewatch             |
| 441148 - | 2007 TE201               | 8 ottobre 2007    | Spacewatch             |
| 441149 - | 2007 TT204               | 8 ottobre 2007    | Mt. Lemmon Survey      |
| 441150 - | 2007 TZ207               | 10 ottobre 2007   | CSS                    |
| 441151 - | 2007 TC218               | 14 settembre 2007 | Mt. Lemmon Survey      |
| 441152 - | 2007 TV221               | 9 ottobre 2007    | Spacewatch             |
| 441153 - | 2007 TD222               | 9 ottobre 2007    | Spacewatch             |
| 441154 - | 2007 TU226               | 8 ottobre 2007    | Spacewatch             |
| 441155 - | 2007 TZ226               | 8 ottobre 2007    | Spacewatch             |
| 441156 - | 2007 TR229               | 8 ottobre 2007    | Spacewatch             |
| 441157 - | 2007 TY232               | 8 ottobre 2007    | Spacewatch             |
| 441158 - | 2007 TM238               | 10 ottobre 2007   | LONEOS                 |
| 441159 - | 2007 TC248               | 18 settembre 2007 | CSS                    |
| 441160 - | 2007 TN262               | 10 ottobre 2007   | Spacewatch             |
| 441161 - | 2007 TG271               | 9 ottobre 2007    | Spacewatch             |
| 441162 - | 2007 TB275               | 11 ottobre 2007   | CSS                    |
| 441163 - | 2007 TX277               | 11 ottobre 2007   | Mt. Lemmon Survey      |
| 441164 - | 2007 TK278               | 11 ottobre 2007   | Mt. Lemmon Survey      |
| 441165 - | 2007 TD286               | 9 ottobre 2007    | Mt. Lemmon Survey      |
| 441166 - | 2007 TQ312               | 11 ottobre 2007   | Mt. Lemmon Survey      |
| 441167 - | 2007 TB316               | 12 ottobre 2007   | Spacewatch             |
| 441168 - | 2007 TE319               | 12 ottobre 2007   | Spacewatch             |
| 441169 - | 2007 TZ330               | 11 ottobre 2007   | Spacewatch             |
| 441170 - | 2007 TX332               | 11 ottobre 2007   | Spacewatch             |
| 441171 - | 2007 TF350               | 14 ottobre 2007   | Mt. Lemmon Survey      |
| 441172 - | 2007 TD365               | 20 settembre 2007 | CSS                    |
| 441173 - | 2007 TG367               | 26 settembre 2007 | Mt. Lemmon Survey      |
| 441174 - | 2007 TZ377               | 12 ottobre 2007   | CSS                    |
| 441175 - | 2007 TY387               | 13 ottobre 2007   | Mt. Lemmon Survey      |
| 441176 - | 2007 TX395               | 11 ottobre 2007   | Spacewatch             |
| 441177 - | 2007 TM403               | 15 ottobre 2007   | Spacewatch             |
| 441178 - | 2007 TK411               | 13 ottobre 2007   | CSS                    |
| 441179 - | 2007 TH412               | 14 ottobre 2007   | CSS                    |
| 441180 - | 2007 TW423               | 7 ottobre 2007    | Mt. Lemmon Survey      |
| 441181 - | 2007 TF424               | 7 ottobre 2007    | Mt. Lemmon Survey      |
| 441182 - | 2007 TD425               | 8 ottobre 2007    | CSS                    |
| 441183 - | 2007 TC427               | 10 ottobre 2007   | Spacewatch             |
| 441184 - | 2007 TB429               | 12 ottobre 2007   | Spacewatch             |
| 441185 - | 2007 TO430               | 12 ottobre 2007   | Mt. Lemmon Survey      |
| 441186 - | 2007 TO434               | 10 ottobre 2007   | CSS                    |
| 441187 - | 2007 TW438               | 11 ottobre 2007   | Spacewatch             |
| 441188 - | 2007 TC441               | 10 ottobre 2007   | CSS                    |
| 441189 - | 2007 TN444               | 8 ottobre 2007    | LONEOS                 |
| 441190 - | 2007 TD453               | 15 ottobre 2007   | Mt. Lemmon Survey      |
| 441191 - | 2007 UC7                 | 16 ottobre 2007   | CSS                    |
| 441192 - | 2007 UR7                 | 15 settembre 2007 | CSS                    |
| 441193 - | 2007 UQ8                 | 20 settembre 2007 | CSS                    |
| 441194 - | 2007 UU15                | 9 settembre 2007  | Mt. Lemmon Survey      |
| 441195 - | 2007 UL21                | 8 ottobre 2007    | Spacewatch             |
| 441196 - | 2007 UO42                | 7 ottobre 2007    | Spacewatch             |
| 441197 - | 2007 UZ58                | 10 ottobre 2007   | Spacewatch             |
| 441198 - | 2007 UL62                | 30 ottobre 2007   | Mt. Lemmon Survey      |
| 441199 - | 2007 UU64                | 30 ottobre 2007   | Mt. Lemmon Survey      |
| 441200 - | 2007 UB68                | 30 ottobre 2007   | CSS                    |

## 441201-441300
| Nome     | Designazione provvisoria | Data di scoperta  | Scopritore             |
| -------- | ------------------------ | ----------------- | ---------------------- |
| 441201 - | 2007 UK77                | 10 ottobre 2007   | CSS                    |
| 441202 - | 2007 UB82                | 30 ottobre 2007   | Spacewatch             |
| 441203 - | 2007 UT83                | 30 ottobre 2007   | Spacewatch             |
| 441204 - | 2007 UG88                | 30 ottobre 2007   | Spacewatch             |
| 441205 - | 2007 UR91                | 9 ottobre 2007    | Mt. Lemmon Survey      |
| 441206 - | 2007 UU103               | 20 ottobre 2007   | Mt. Lemmon Survey      |
| 441207 - | 2007 UM106               | 31 ottobre 2007   | Mt. Lemmon Survey      |
| 441208 - | 2007 UH123               | 31 ottobre 2007   | CSS                    |
| 441209 - | 2007 UU131               | 17 ottobre 2007   | Mt. Lemmon Survey      |
| 441210 - | 2007 VX5                 | 14 ottobre 2007   | Mt. Lemmon Survey      |
| 441211 - | 2007 VX10                | 1º novembre 2007  | Spacewatch             |
| 441212 - | 2007 VZ10                | 1º novembre 2007  | Spacewatch             |
| 441213 - | 2007 VC12                | 21 ottobre 2007   | Mt. Lemmon Survey      |
| 441214 - | 2007 VS40                | 8 ottobre 2007    | Mt. Lemmon Survey      |
| 441215 - | 2007 VP42                | 3 novembre 2007   | Mt. Lemmon Survey      |
| 441216 - | 2007 VL45                | 16 ottobre 2007   | Mt. Lemmon Survey      |
| 441217 - | 2007 VN46                | 1º novembre 2007  | Spacewatch             |
| 441218 - | 2007 VU46                | 9 ottobre 2007    | Spacewatch             |
| 441219 - | 2007 VN56                | 1º novembre 2007  | Spacewatch             |
| 441220 - | 2007 VL63                | 1º novembre 2007  | Spacewatch             |
| 441221 - | 2007 VK72                | 14 ottobre 2007   | Mt. Lemmon Survey      |
| 441222 - | 2007 VL72                | 1º novembre 2007  | Spacewatch             |
| 441223 - | 2007 VW79                | 3 novembre 2007   | Spacewatch             |
| 441224 - | 2007 VH84                | 15 ottobre 2007   | Spacewatch             |
| 441225 - | 2007 VA87                | 2 novembre 2007   | LINEAR                 |
| 441226 - | 2007 VS111               | 16 ottobre 2007   | Mt. Lemmon Survey      |
| 441227 - | 2007 VN112               | 3 novembre 2007   | Spacewatch             |
| 441228 - | 2007 VM117               | 30 ottobre 2007   | CSS                    |
| 441229 - | 2007 VE125               | 5 novembre 2007   | PMO NEO Survey Program |
| 441230 - | 2007 VN126               | 15 ottobre 2007   | Spacewatch             |
| 441231 - | 2007 VJ160               | 20 ottobre 2007   | Mt. Lemmon Survey      |
| 441232 - | 2007 VT162               | 16 gennaio 2004   | Spacewatch             |
| 441233 - | 2007 VF163               | 5 novembre 2007   | Spacewatch             |
| 441234 - | 2007 VV167               | 5 novembre 2007   | Spacewatch             |
| 441235 - | 2007 VH188               | 31 ottobre 2007   | Mt. Lemmon Survey      |
| 441236 - | 2007 VN188               | 2 novembre 2007   | Spacewatch             |
| 441237 - | 2007 VS208               | 11 novembre 2007  | Mt. Lemmon Survey      |
| 441238 - | 2007 VF214               | 9 novembre 2007   | Spacewatch             |
| 441239 - | 2007 VA220               | 9 novembre 2007   | Spacewatch             |
| 441240 - | 2007 VK221               | 12 novembre 2007  | Mt. Lemmon Survey      |
| 441241 - | 2007 VS221               | 15 novembre 2007  | Lowe, A.               |
| 441242 - | 2007 VW223               | 7 novembre 2007   | CSS                    |
| 441243 - | 2007 VJ233               | 8 novembre 2007   | Spacewatch             |
| 441244 - | 2007 VS240               | 2 novembre 2007   | CSS                    |
| 441245 - | 2007 VW240               | 3 novembre 2007   | CSS                    |
| 441246 - | 2007 VV246               | 9 novembre 2007   | Mt. Lemmon Survey      |
| 441247 - | 2007 VU250               | 9 novembre 2007   | CSS                    |
| 441248 - | 2007 VA252               | 10 ottobre 2007   | Spacewatch             |
| 441249 - | 2007 VW252               | 13 novembre 2007  | Mt. Lemmon Survey      |
| 441250 - | 2007 VY255               | 16 ottobre 2007   | Mt. Lemmon Survey      |
| 441251 - | 2007 VF264               | 5 novembre 2007   | Spacewatch             |
| 441252 - | 2007 VO266               | 13 novembre 2007  | Spacewatch             |
| 441253 - | 2007 VX268               | 12 novembre 2007  | LINEAR                 |
| 441254 - | 2007 VZ275               | 9 novembre 2007   | Spacewatch             |
| 441255 - | 2007 VG280               | 3 novembre 2007   | Spacewatch             |
| 441256 - | 2007 VY287               | 12 novembre 2007  | Mt. Lemmon Survey      |
| 441257 - | 2007 VY292               | 17 ottobre 2007   | CSS                    |
| 441258 - | 2007 VR300               | 9 novembre 2007   | CSS                    |
| 441259 - | 2007 VP303               | 9 ottobre 2007    | CSS                    |
| 441260 - | 2007 VD309               | 9 novembre 2007   | Mt. Lemmon Survey      |
| 441261 - | 2007 VG309               | 9 novembre 2007   | Mt. Lemmon Survey      |
| 441262 - | 2007 VL311               | 8 novembre 2007   | Spacewatch             |
| 441263 - | 2007 VE312               | 2 novembre 2007   | Spacewatch             |
| 441264 - | 2007 VP314               | 2 novembre 2007   | Mt. Lemmon Survey      |
| 441265 - | 2007 VF315               | 5 novembre 2007   | Spacewatch             |
| 441266 - | 2007 VE323               | 2 novembre 2007   | LINEAR                 |
| 441267 - | 2007 VH328               | 8 novembre 2007   | LINEAR                 |
| 441268 - | 2007 VA329               | 12 novembre 2007  | LINEAR                 |
| 441269 - | 2007 VB330               | 2 novembre 2007   | Mt. Lemmon Survey      |
| 441270 - | 2007 VE330               | 3 novembre 2007   | LINEAR                 |
| 441271 - | 2007 VL333               | 11 novembre 2007  | LINEAR                 |
| 441272 - | 2007 VB334               | 12 novembre 2007  | Mt. Lemmon Survey      |
| 441273 - | 2007 WF1                 | 11 ottobre 2007   | Spacewatch             |
| 441274 - | 2007 WJ6                 | 17 novembre 2007  | LINEAR                 |
| 441275 - | 2007 WF7                 | 15 settembre 2007 | Mt. Lemmon Survey      |
| 441276 - | 2007 WR12                | 6 novembre 2007   | Mt. Lemmon Survey      |
| 441277 - | 2007 WK29                | 19 novembre 2007  | Spacewatch             |
| 441278 - | 2007 WB44                | 19 novembre 2007  | Mt. Lemmon Survey      |
| 441279 - | 2007 WL58                | 17 novembre 2007  | Spacewatch             |
| 441280 - | 2007 XK6                 | 9 novembre 2007   | CSS                    |
| 441281 - | 2007 XQ11                | 4 novembre 2007   | LINEAR                 |
| 441282 - | 2007 XY11                | 8 ottobre 2007    | Spacewatch             |
| 441283 - | 2007 XL16                | 10 agosto 2007    | Spacewatch             |
| 441284 - | 2007 XJ17                | 5 novembre 2007   | Mt. Lemmon Survey      |
| 441285 - | 2007 XO19                | 12 dicembre 2007  | LINEAR                 |
| 441286 - | 2007 XZ31                | 8 novembre 2007   | Spacewatch             |
| 441287 - | 2007 XX33                | 10 dicembre 2007  | LINEAR                 |
| 441288 - | 2007 XP39                | 14 novembre 2007  | Mt. Lemmon Survey      |
| 441289 - | 2007 XH53                | 15 ottobre 1998   | Spacewatch             |
| 441290 - | 2007 XC56                | 5 dicembre 2007   | LONEOS                 |
| 441291 - | 2007 YY4                 | 16 dicembre 2007  | CSS                    |
| 441292 - | 2007 YM13                | 7 novembre 2007   | Mt. Lemmon Survey      |
| 441293 - | 2007 YZ14                | 3 dicembre 2007   | LINEAR                 |
| 441294 - | 2007 YO15                | 16 dicembre 2007  | Spacewatch             |
| 441295 - | 2007 YG35                | 30 dicembre 2007  | Mt. Lemmon Survey      |
| 441296 - | 2007 YV38                | 30 dicembre 2007  | Mt. Lemmon Survey      |
| 441297 - | 2007 YL40                | 5 dicembre 2007   | Spacewatch             |
| 441298 - | 2007 YP53                | 30 dicembre 2007  | CSS                    |
| 441299 - | 2007 YB55                | 31 dicembre 2007  | Spacewatch             |
| 441300 - | 2007 YC57                | 30 dicembre 2007  | Spacewatch             |

## 441301-441400
| Nome               | Designazione provvisoria | Data di scoperta  | Scopritore             |
| ------------------ | ------------------------ | ----------------- | ---------------------- |
| 441301 -           | 2007 YC63                | 31 dicembre 2007  | Spacewatch             |
| 441302 -           | 2007 YG72                | 11 novembre 2007  | Mt. Lemmon Survey      |
| 441303 -           | 2008 AL4                 | 9 gennaio 2008    | LUSS                   |
| 441304 -           | 2008 AU26                | 30 dicembre 2007  | Mt. Lemmon Survey      |
| 441305 -           | 2008 AG38                | 10 gennaio 2008   | Mt. Lemmon Survey      |
| 441306 -           | 2008 AK39                | 10 gennaio 2008   | Mt. Lemmon Survey      |
| 441307 -           | 2008 AA41                | 10 gennaio 2008   | Mt. Lemmon Survey      |
| 441308 -           | 2008 AS52                | 30 dicembre 2007  | Spacewatch             |
| 441309 -           | 2008 AO59                | 11 novembre 2007  | Mt. Lemmon Survey      |
| 441310 -           | 2008 AQ67                | 11 gennaio 2008   | Spacewatch             |
| 441311 -           | 2008 AM72                | 16 dicembre 2007  | LINEAR                 |
| 441312 -           | 2008 AZ76                | 12 gennaio 2008   | Spacewatch             |
| 441313 -           | 2008 AX83                | 15 gennaio 2008   | Mt. Lemmon Survey      |
| 441314 -           | 2008 AG91                | 13 gennaio 2008   | Spacewatch             |
| 441315 -           | 2008 AJ91                | 4 dicembre 2007   | Mt. Lemmon Survey      |
| 441316 -           | 2008 AV125               | 6 gennaio 2008    | Wiegert, P. A.         |
| 441317 -           | 2008 AF127               | 1º gennaio 2008   | Mt. Lemmon Survey      |
| 441318 -           | 2008 AJ134               | 1º gennaio 2008   | Spacewatch             |
| 441319 -           | 2008 AH136               | 12 gennaio 2008   | LINEAR                 |
| 441320 -           | 2008 AF138               | 15 gennaio 2008   | Mt. Lemmon Survey      |
| 441321 -           | 2008 BE4                 | 18 dicembre 2007  | Mt. Lemmon Survey      |
| 441322 -           | 2008 BK39                | 30 gennaio 2008   | CSS                    |
| 441323 -           | 2008 BK50                | 16 dicembre 2007  | CSS                    |
| 441324 -           | 2008 CR3                 | 2 febbraio 2008   | Spacewatch             |
| 441325 -           | 2008 CO8                 | 4 dicembre 2007   | CSS                    |
| 441326 -           | 2008 CE36                | 2 febbraio 2008   | Spacewatch             |
| 441327 -           | 2008 CQ55                | 18 novembre 2007  | Mt. Lemmon Survey      |
| 441328 -           | 2008 CE61                | 7 febbraio 2008   | Mt. Lemmon Survey      |
| 441329 -           | 2008 CJ61                | 7 febbraio 2008   | Mt. Lemmon Survey      |
| 441330 -           | 2008 CL79                | 7 febbraio 2008   | Spacewatch             |
| 441331 -           | 2008 CQ84                | 7 febbraio 2008   | Mt. Lemmon Survey      |
| 441332 -           | 2008 CA110               | 9 febbraio 2008   | Spacewatch             |
| 441333 -           | 2008 CB120               | 2 febbraio 2008   | Mt. Lemmon Survey      |
| 441334 -           | 2008 CC120               | 11 febbraio 2008  | Kugel, F.              |
| 441335 -           | 2008 CG125               | 30 dicembre 2007  | Mt. Lemmon Survey      |
| 441336 -           | 2008 CM130               | 8 febbraio 2008   | Spacewatch             |
| 441337 -           | 2008 CZ132               | 30 gennaio 2008   | Mt. Lemmon Survey      |
| 441338 -           | 2008 CD137               | 8 febbraio 2008   | Mt. Lemmon Survey      |
| 441339 -           | 2008 CT138               | 8 febbraio 2008   | Spacewatch             |
| 441340 -           | 2008 CG141               | 8 febbraio 2008   | Spacewatch             |
| 441341 -           | 2008 CA150               | 2 febbraio 2008   | Spacewatch             |
| 441342 -           | 2008 CD152               | 9 febbraio 2008   | Spacewatch             |
| 441343 -           | 2008 CM155               | 9 febbraio 2008   | Mt. Lemmon Survey      |
| 441344 -           | 2008 CD191               | 2 febbraio 2008   | Spacewatch             |
| 441345 -           | 2008 CH192               | 2 febbraio 2008   | Spacewatch             |
| 441346 -           | 2008 CS199               | 14 settembre 2005 | Spacewatch             |
| 441347 -           | 2008 CL206               | 8 febbraio 2008   | Spacewatch             |
| 441348 -           | 2008 CO210               | 2 febbraio 2008   | LINEAR                 |
| 441349 -           | 2008 CG212               | 7 febbraio 2008   | Mt. Lemmon Survey      |
| 441350 -           | 2008 DL3                 | 2 febbraio 2008   | Spacewatch             |
| 441351 -           | 2008 DR4                 | 26 febbraio 2008  | BATTeRS                |
| 441352 -           | 2008 DS5                 | 11 gennaio 1999   | Spacewatch             |
| 441353 -           | 2008 DG14                | 7 febbraio 2008   | Spacewatch             |
| 441354 -           | 2008 DL17                | 24 febbraio 2008  | Spacewatch             |
| 441355 -           | 2008 DD34                | 11 febbraio 2008  | Spacewatch             |
| 441356 -           | 2008 DF39                | 10 febbraio 2008  | Mt. Lemmon Survey      |
| 441357 -           | 2008 DF52                | 29 febbraio 2008  | Mt. Lemmon Survey      |
| 441358 -           | 2008 DC63                | 28 febbraio 2008  | Mt. Lemmon Survey      |
| 441359 -           | 2008 DH72                | 12 febbraio 2008  | Spacewatch             |
| 441360 -           | 2008 DV75                | 28 febbraio 2008  | Mt. Lemmon Survey      |
| 441361 -           | 2008 DR77                | 28 febbraio 2008  | Mt. Lemmon Survey      |
| 441362 -           | 2008 DC79                | 10 febbraio 2008  | Mt. Lemmon Survey      |
| 441363 -           | 2008 DC81                | 26 febbraio 2008  | Mt. Lemmon Survey      |
| 441364 -           | 2008 DY81                | 28 febbraio 2008  | Spacewatch             |
| 441365 -           | 2008 DK86                | 28 febbraio 2008  | Mt. Lemmon Survey      |
| 441366 -           | 2008 DN86                | 29 febbraio 2008  | Spacewatch             |
| 441367 -           | 2008 EN5                 | 30 gennaio 2008   | Spacewatch             |
| 441368 -           | 2008 EB11                | 1º marzo 2008     | Spacewatch             |
| 441369 -           | 2008 EH11                | 1º marzo 2008     | Spacewatch             |
| 441370 -           | 2008 EP17                | 1º marzo 2008     | Spacewatch             |
| 441371 -           | 2008 EH21                | 2 marzo 2008      | Spacewatch             |
| 441372 -           | 2008 EJ25                | 12 febbraio 2008  | Mt. Lemmon Survey      |
| 441373 -           | 2008 EW34                | 2 marzo 2008      | Spacewatch             |
| 441374 Wangjingxiu | 2008 EL43                | 4 marzo 2008      | PMO NEO Survey Program |
| 441375 -           | 2008 ET59                | 8 marzo 2008      | Spacewatch             |
| 441376 -           | 2008 EG62                | 9 marzo 2008      | Mt. Lemmon Survey      |
| 441377 -           | 2008 EU64                | 9 marzo 2008      | Mt. Lemmon Survey      |
| 441378 -           | 2008 EG78                | 7 marzo 2008      | Spacewatch             |
| 441379 -           | 2008 EJ92                | 3 marzo 2008      | CSS                    |
| 441380 -           | 2008 EE94                | 4 marzo 2008      | Mt. Lemmon Survey      |
| 441381 -           | 2008 EL97                | 12 febbraio 2008  | Mt. Lemmon Survey      |
| 441382 -           | 2008 EE119               | 12 febbraio 2008  | Mt. Lemmon Survey      |
| 441383 -           | 2008 EB158               | 2 marzo 2008      | Spacewatch             |
| 441384 -           | 2008 ES168               | 12 marzo 2008     | Spacewatch             |
| 441385 -           | 2008 FU                  | 25 marzo 2008     | Spacewatch             |
| 441386 -           | 2008 FD13                | 1º marzo 2008     | Spacewatch             |
| 441387 -           | 2008 FT17                | 27 marzo 2008     | Spacewatch             |
| 441388 -           | 2008 FD22                | 27 marzo 2008     | Spacewatch             |
| 441389 -           | 2008 FJ24                | 5 marzo 2008      | Mt. Lemmon Survey      |
| 441390 -           | 2008 FK24                | 27 marzo 2008     | Spacewatch             |
| 441391 -           | 2008 FD30                | 8 febbraio 2008   | Spacewatch             |
| 441392 -           | 2008 FQ38                | 28 marzo 2008     | Spacewatch             |
| 441393 -           | 2008 FU44                | 3 febbraio 2008   | Spacewatch             |
| 441394 -           | 2008 FR53                | 13 marzo 2008     | Spacewatch             |
| 441395 -           | 2008 FT55                | 5 marzo 2008      | Spacewatch             |
| 441396 -           | 2008 FT59                | 29 marzo 2008     | Mt. Lemmon Survey      |
| 441397 -           | 2008 FS85                | 28 marzo 2008     | Mt. Lemmon Survey      |
| 441398 -           | 2008 FX93                | 29 marzo 2008     | Spacewatch             |
| 441399 -           | 2008 FA102               | 30 marzo 2008     | Spacewatch             |
| 441400 -           | 2008 FQ102               | 30 marzo 2008     | Spacewatch             |

## 441401-441500
| Nome     | Designazione provvisoria | Data di scoperta  | Scopritore           |
| -------- | ------------------------ | ----------------- | -------------------- |
| 441401 - | 2008 FT110               | 31 marzo 2008     | Spacewatch           |
| 441402 - | 2008 FO112               | 22 agosto 2004    | Spacewatch           |
| 441403 - | 2008 FG128               | 28 marzo 2008     | Mt. Lemmon Survey    |
| 441404 - | 2008 FJ129               | 30 marzo 2008     | Spacewatch           |
| 441405 - | 2008 FJ130               | 29 marzo 2008     | Spacewatch           |
| 441406 - | 2008 FS136               | 29 marzo 2008     | Spacewatch           |
| 441407 - | 2008 FV137               | 31 marzo 2008     | CSS                  |
| 441408 - | 2008 GA                  | 1º aprile 2008    | Sarneczky, K.        |
| 441409 - | 2008 GY1                 | 13 febbraio 2008  | CSS                  |
| 441410 - | 2008 GT11                | 1º aprile 2008    | Spacewatch           |
| 441411 - | 2008 GP17                | 4 aprile 2008     | Spacewatch           |
| 441412 - | 2008 GH24                | 1º aprile 2008    | Mt. Lemmon Survey    |
| 441413 - | 2008 GH26                | 4 marzo 2008      | Mt. Lemmon Survey    |
| 441414 - | 2008 GU36                | 3 aprile 2008     | Spacewatch           |
| 441415 - | 2008 GQ38                | 3 aprile 2008     | Mt. Lemmon Survey    |
| 441416 - | 2008 GK46                | 4 aprile 2008     | Spacewatch           |
| 441417 - | 2008 GL47                | 4 aprile 2008     | Spacewatch           |
| 441418 - | 2008 GG50                | 5 aprile 2008     | Mt. Lemmon Survey    |
| 441419 - | 2008 GS50                | 5 aprile 2008     | Mt. Lemmon Survey    |
| 441420 - | 2008 GZ54                | 5 aprile 2008     | Mt. Lemmon Survey    |
| 441421 - | 2008 GL60                | 5 aprile 2008     | Spacewatch           |
| 441422 - | 2008 GN62                | 5 aprile 2008     | CSS                  |
| 441423 - | 2008 GV62                | 12 marzo 2008     | Mt. Lemmon Survey    |
| 441424 - | 2008 GE84                | 3 aprile 2008     | Spacewatch           |
| 441425 - | 2008 GD89                | 29 marzo 2008     | Spacewatch           |
| 441426 - | 2008 GV96                | 8 aprile 2008     | Mt. Lemmon Survey    |
| 441427 - | 2008 GT99                | 28 marzo 2008     | Spacewatch           |
| 441428 - | 2008 GJ100               | 5 marzo 2008      | Mt. Lemmon Survey    |
| 441429 - | 2008 GC127               | 14 aprile 2008    | Mt. Lemmon Survey    |
| 441430 - | 2008 GT132               | 14 aprile 2008    | Mt. Lemmon Survey    |
| 441431 - | 2008 GC138               | 13 aprile 2008    | Mt. Lemmon Survey    |
| 441432 - | 2008 GG139               | 3 aprile 2008     | Spacewatch           |
| 441433 - | 2008 HN                  | 12 marzo 2008     | Spacewatch           |
| 441434 - | 2008 HE4                 | 30 marzo 2008     | CSS                  |
| 441435 - | 2008 HE8                 | 3 aprile 2008     | Mt. Lemmon Survey    |
| 441436 - | 2008 HG9                 | 24 aprile 2008    | Spacewatch           |
| 441437 - | 2008 HM15                | 6 aprile 2008     | Spacewatch           |
| 441438 - | 2008 HP17                | 31 marzo 2008     | Mt. Lemmon Survey    |
| 441439 - | 2008 HL21                | 29 marzo 2008     | Spacewatch           |
| 441440 - | 2008 HU21                | 26 aprile 2008    | Mt. Lemmon Survey    |
| 441441 - | 2008 HG24                | 27 aprile 2008    | Spacewatch           |
| 441442 - | 2008 HW43                | 1º aprile 2008    | Spacewatch           |
| 441443 - | 2008 HH46                | 28 aprile 2008    | Spacewatch           |
| 441444 - | 2008 HX48                | 11 marzo 2008     | Mt. Lemmon Survey    |
| 441445 - | 2008 HY54                | 29 aprile 2008    | Spacewatch           |
| 441446 - | 2008 HS57                | 30 aprile 2008    | Spacewatch           |
| 441447 - | 2008 HM67                | 29 aprile 2008    | Spacewatch           |
| 441448 - | 2008 HF68                | 29 aprile 2008    | Mt. Lemmon Survey    |
| 441449 - | 2008 JJ9                 | 28 aprile 2008    | Mt. Lemmon Survey    |
| 441450 - | 2008 KY4                 | 5 maggio 2008     | Spacewatch           |
| 441451 - | 2008 KK9                 | 27 maggio 2008    | Spacewatch           |
| 441452 - | 2008 KV33                | 29 maggio 2008    | Spacewatch           |
| 441453 - | 2008 MO3                 | 30 giugno 2008    | Spacewatch           |
| 441454 - | 2008 OS2                 | 27 luglio 2008    | OAM                  |
| 441455 - | 2008 OO3                 | 30 giugno 2008    | LINEAR               |
| 441456 - | 2008 OT3                 | 25 luglio 2008    | Siding Spring Survey |
| 441457 - | 2008 OE22                | 30 luglio 2008    | Spacewatch           |
| 441458 - | 2008 PN2                 | 29 ottobre 2005   | Spacewatch           |
| 441459 - | 2008 PF11                | 7 agosto 2008     | Broughton, J.        |
| 441460 - | 2008 PN14                | 29 luglio 2008    | Spacewatch           |
| 441461 - | 2008 PA19                | 7 agosto 2008     | Spacewatch           |
| 441462 - | 2008 PD22                | 23 ottobre 2001   | LINEAR               |
| 441463 - | 2008 QQ5                 | 22 agosto 2008    | Spacewatch           |
| 441464 - | 2008 QE21                | 26 agosto 2008    | LINEAR               |
| 441465 - | 2008 QU23                | 7 agosto 2008     | Spacewatch           |
| 441466 - | 2008 QD34                | 29 agosto 2008    | OAM                  |
| 441467 - | 2008 QE36                | 21 agosto 2008    | Spacewatch           |
| 441468 - | 2008 RS1                 | 2 settembre 2008  | Spacewatch           |
| 441469 - | 2008 RL58                | 3 settembre 2008  | Spacewatch           |
| 441470 - | 2008 RC70                | 5 settembre 2008  | Spacewatch           |
| 441471 - | 2008 RS73                | 6 settembre 2008  | CSS                  |
| 441472 - | 2008 RV86                | 5 settembre 2008  | Spacewatch           |
| 441473 - | 2008 RJ94                | 6 settembre 2008  | Mt. Lemmon Survey    |
| 441474 - | 2008 RD106               | 6 settembre 2008  | CSS                  |
| 441475 - | 2008 RY114               | 6 settembre 2008  | Mt. Lemmon Survey    |
| 441476 - | 2008 RK118               | 9 settembre 2008  | Mt. Lemmon Survey    |
| 441477 - | 2008 RQ119               | 10 settembre 2008 | Spacewatch           |
| 441478 - | 2008 RP128               | 9 settembre 2008  | Mt. Lemmon Survey    |
| 441479 - | 2008 RD129               | 9 settembre 2008  | Spacewatch           |
| 441480 - | 2008 RQ131               | 5 settembre 2008  | Spacewatch           |
| 441481 - | 2008 RB142               | 4 settembre 2008  | Spacewatch           |
| 441482 - | 2008 SJ6                 | 4 settembre 2008  | Spacewatch           |
| 441483 - | 2008 SB15                | 19 settembre 2008 | Spacewatch           |
| 441484 - | 2008 SG26                | 19 settembre 2008 | Spacewatch           |
| 441485 - | 2008 SL32                | 5 settembre 2008  | Spacewatch           |
| 441486 - | 2008 SS46                | 20 settembre 2008 | Spacewatch           |
| 441487 - | 2008 SX49                | 20 settembre 2008 | Mt. Lemmon Survey    |
| 441488 - | 2008 SA58                | 20 settembre 2008 | Spacewatch           |
| 441489 - | 2008 ST58                | 20 settembre 2008 | Spacewatch           |
| 441490 - | 2008 SB63                | 21 settembre 2008 | Spacewatch           |
| 441491 - | 2008 SL71                | 22 settembre 2008 | Spacewatch           |
| 441492 - | 2008 SQ71                | 22 settembre 2008 | Spacewatch           |
| 441493 - | 2008 SN72                | 22 settembre 2008 | Spacewatch           |
| 441494 - | 2008 SE77                | 23 settembre 2008 | Mt. Lemmon Survey    |
| 441495 - | 2008 SF81                | 23 settembre 2008 | Mt. Lemmon Survey    |
| 441496 - | 2008 SF89                | 21 settembre 2008 | Spacewatch           |
| 441497 - | 2008 SA90                | 21 settembre 2008 | Spacewatch           |
| 441498 - | 2008 SN97                | 21 settembre 2008 | Spacewatch           |
| 441499 - | 2008 SQ97                | 21 settembre 2008 | Spacewatch           |
| 441500 - | 2008 SR98                | 21 settembre 2008 | Spacewatch           |

## 441501-441600
| Nome            | Designazione provvisoria | Data di scoperta  | Scopritore                        |
| --------------- | ------------------------ | ----------------- | --------------------------------- |
| 441501 -        | 2008 SY99                | 21 settembre 2008 | Spacewatch                        |
| 441502 -        | 2008 SV111               | 7 settembre 2008  | Mt. Lemmon Survey                 |
| 441503 -        | 2008 SH117               | 22 settembre 2008 | Mt. Lemmon Survey                 |
| 441504 -        | 2008 SS125               | 22 settembre 2008 | Mt. Lemmon Survey                 |
| 441505 -        | 2008 SG126               | 22 settembre 2008 | Mt. Lemmon Survey                 |
| 441506 -        | 2008 SW126               | 22 settembre 2008 | Spacewatch                        |
| 441507 -        | 2008 SG129               | 22 settembre 2008 | Spacewatch                        |
| 441508 -        | 2008 SL131               | 22 settembre 2008 | Spacewatch                        |
| 441509 -        | 2008 SO136               | 23 settembre 2008 | Spacewatch                        |
| 441510 -        | 2008 SY139               | 24 settembre 2008 | CSS                               |
| 441511 -        | 2008 SZ139               | 24 agosto 2008    | Spacewatch                        |
| 441512 -        | 2008 SZ141               | 24 settembre 2008 | Mt. Lemmon Survey                 |
| 441513 -        | 2008 SH146               | 23 settembre 2008 | Spacewatch                        |
| 441514 -        | 2008 SP149               | 28 settembre 2008 | Kugel, F.                         |
| 441515 -        | 2008 SJ152               | 23 settembre 2008 | CSS                               |
| 441516 -        | 2008 SR159               | 24 settembre 2008 | LINEAR                            |
| 441517 -        | 2008 SB160               | 24 settembre 2008 | LINEAR                            |
| 441518 -        | 2008 SM164               | 28 settembre 2008 | LINEAR                            |
| 441519 -        | 2008 SC168               | 21 settembre 2008 | Spacewatch                        |
| 441520 -        | 2008 SE175               | 23 settembre 2008 | Spacewatch                        |
| 441521 -        | 2008 SF181               | 24 settembre 2008 | Spacewatch                        |
| 441522 -        | 2008 SX181               | 24 settembre 2008 | Mt. Lemmon Survey                 |
| 441523 -        | 2008 SC183               | 24 settembre 2008 | Mt. Lemmon Survey                 |
| 441524 -        | 2008 SP185               | 24 settembre 2008 | Siding Spring Survey              |
| 441525 -        | 2008 SK220               | 30 settembre 2008 | OAM                               |
| 441526 -        | 2008 SQ221               | 25 settembre 2008 | Mt. Lemmon Survey                 |
| 441527 -        | 2008 SV242               | 29 settembre 2008 | Spacewatch                        |
| 441528 -        | 2008 SC243               | 29 settembre 2008 | Spacewatch                        |
| 441529 -        | 2008 SQ256               | 21 settembre 2008 | Spacewatch                        |
| 441530 -        | 2008 SD258               | 22 settembre 2008 | Spacewatch                        |
| 441531 -        | 2008 SH282               | 29 settembre 2008 | Mt. Lemmon Survey                 |
| 441532 -        | 2008 SU283               | 23 settembre 2008 | Spacewatch                        |
| 441533 -        | 2008 SV283               | 23 settembre 2008 | Spacewatch                        |
| 441534 -        | 2008 SP286               | 22 settembre 2008 | Spacewatch                        |
| 441535 -        | 2008 SA300               | 22 settembre 2008 | Spacewatch                        |
| 441536 -        | 2008 SG307               | 29 settembre 2008 | Spacewatch                        |
| 441537 -        | 2008 SX307               | 29 settembre 2008 | Spacewatch                        |
| 441538 -        | 2008 SA308               | 29 settembre 2008 | Spacewatch                        |
| 441539 -        | 2008 SP309               | 22 settembre 2008 | Mt. Lemmon Survey                 |
| 441540 -        | 2008 TF5                 | 1º ottobre 2008   | OAM                               |
| 441541 -        | 2008 TJ9                 | 1º ottobre 2008   | Spacewatch                        |
| 441542 -        | 2008 TP17                | 1º ottobre 2008   | Mt. Lemmon Survey                 |
| 441543 -        | 2008 TC20                | 22 settembre 2008 | Mt. Lemmon Survey                 |
| 441544 -        | 2008 TK22                | 1º ottobre 2008   | Spacewatch                        |
| 441545 -        | 2008 TV35                | 1º ottobre 2008   | Mt. Lemmon Survey                 |
| 441546 -        | 2008 TH43                | 1º ottobre 2008   | Mt. Lemmon Survey                 |
| 441547 -        | 2008 TY47                | 1º ottobre 2008   | Spacewatch                        |
| 441548 -        | 2008 TD67                | 2 ottobre 2008    | Spacewatch                        |
| 441549 -        | 2008 TM68                | 2 ottobre 2008    | Spacewatch                        |
| 441550 -        | 2008 TT69                | 23 settembre 2008 | Spacewatch                        |
| 441551 -        | 2008 TC77                | 2 ottobre 2008    | Mt. Lemmon Survey                 |
| 441552 -        | 2008 TR83                | 3 ottobre 2008    | Spacewatch                        |
| 441553 -        | 2008 TC91                | 3 ottobre 2008    | Spacewatch                        |
| 441554 -        | 2008 TS120               | 7 ottobre 2008    | Mt. Lemmon Survey                 |
| 441555 -        | 2008 TP125               | 8 ottobre 2008    | Mt. Lemmon Survey                 |
| 441556 -        | 2008 TD136               | 8 ottobre 2008    | Spacewatch                        |
| 441557 -        | 2008 TO138               | 23 settembre 2008 | Spacewatch                        |
| 441558 -        | 2008 TW157               | 23 settembre 2008 | CSS                               |
| 441559 -        | 2008 TF167               | 8 ottobre 2008    | Mt. Lemmon Survey                 |
| 441560 -        | 2008 TP176               | 10 ottobre 2008   | Spacewatch                        |
| 441561 -        | 2008 TM177               | 9 ottobre 2008    | CSS                               |
| 441562 -        | 2008 TD188               | 9 ottobre 2008    | Spacewatch                        |
| 441563 Domanski | 2008 UK                  | 19 ottobre 2008   | Astronomical Research Observatory |
| 441564 -        | 2008 UN7                 | 26 ottobre 2008   | BATTeRS                           |
| 441565 -        | 2008 UJ23                | 7 settembre 2008  | Mt. Lemmon Survey                 |
| 441566 -        | 2008 UR24                | 20 ottobre 2008   | Spacewatch                        |
| 441567 -        | 2008 UJ30                | 20 ottobre 2008   | Spacewatch                        |
| 441568 -        | 2008 UT31                | 20 ottobre 2008   | Spacewatch                        |
| 441569 -        | 2008 UJ33                | 20 ottobre 2008   | Spacewatch                        |
| 441570 -        | 2008 UJ36                | 6 settembre 2008  | Mt. Lemmon Survey                 |
| 441571 -        | 2008 UX41                | 20 ottobre 2008   | Spacewatch                        |
| 441572 -        | 2008 UJ42                | 20 ottobre 2008   | Spacewatch                        |
| 441573 -        | 2008 UP43                | 20 ottobre 2008   | Mt. Lemmon Survey                 |
| 441574 -        | 2008 UG46                | 20 ottobre 2008   | Spacewatch                        |
| 441575 -        | 2008 UD48                | 20 ottobre 2008   | Mt. Lemmon Survey                 |
| 441576 -        | 2008 UH54                | 20 ottobre 2008   | Spacewatch                        |
| 441577 -        | 2008 UU57                | 21 ottobre 2008   | Spacewatch                        |
| 441578 -        | 2008 UN65                | 21 ottobre 2008   | Spacewatch                        |
| 441579 -        | 2008 UB74                | 21 ottobre 2008   | Spacewatch                        |
| 441580 -        | 2008 UH80                | 22 ottobre 2008   | Spacewatch                        |
| 441581 -        | 2008 UU83                | 25 settembre 2008 | Mt. Lemmon Survey                 |
| 441582 -        | 2008 UW94                | 24 ottobre 2008   | Mt. Lemmon Survey                 |
| 441583 -        | 2008 UM96                | 24 ottobre 2008   | LINEAR                            |
| 441584 -        | 2008 US97                | 1º ottobre 2008   | Spacewatch                        |
| 441585 -        | 2008 UO98                | 26 ottobre 2008   | LINEAR                            |
| 441586 -        | 2008 UW98                | 27 ottobre 2008   | LINEAR                            |
| 441587 -        | 2008 UL113               | 22 ottobre 2008   | Spacewatch                        |
| 441588 -        | 2008 UA114               | 22 ottobre 2008   | Spacewatch                        |
| 441589 -        | 2008 UT114               | 22 ottobre 2008   | Spacewatch                        |
| 441590 -        | 2008 UK119               | 22 ottobre 2008   | Spacewatch                        |
| 441591 -        | 2008 UT122               | 22 ottobre 2008   | Spacewatch                        |
| 441592 -        | 2008 UC128               | 22 ottobre 2008   | Spacewatch                        |
| 441593 -        | 2008 UA157               | 23 ottobre 2008   | Mt. Lemmon Survey                 |
| 441594 -        | 2008 UA167               | 24 ottobre 2008   | Spacewatch                        |
| 441595 -        | 2008 UH176               | 24 ottobre 2008   | Mt. Lemmon Survey                 |
| 441596 -        | 2008 UL178               | 24 ottobre 2008   | Mt. Lemmon Survey                 |
| 441597 -        | 2008 UC180               | 24 ottobre 2008   | Spacewatch                        |
| 441598 -        | 2008 UJ186               | 20 ottobre 2008   | Mt. Lemmon Survey                 |
| 441599 -        | 2008 UW195               | 24 settembre 2008 | Mt. Lemmon Survey                 |
| 441600 -        | 2008 UC201               | 28 ottobre 2008   | LINEAR                            |

## 441601-441700
| Nome     | Designazione provvisoria | Data di scoperta  | Scopritore           |
| -------- | ------------------------ | ----------------- | -------------------- |
| 441601 - | 2008 UC208               | 22 settembre 2008 | Mt. Lemmon Survey    |
| 441602 - | 2008 UK213               | 24 ottobre 2008   | CSS                  |
| 441603 - | 2008 UD219               | 25 ottobre 2008   | Spacewatch           |
| 441604 - | 2008 UR232               | 26 ottobre 2008   | Spacewatch           |
| 441605 - | 2008 UT234               | 24 maggio 2007    | Mt. Lemmon Survey    |
| 441606 - | 2008 UV237               | 26 ottobre 2008   | Spacewatch           |
| 441607 - | 2008 UR239               | 26 ottobre 2008   | Spacewatch           |
| 441608 - | 2008 UQ271               | 28 ottobre 2008   | Spacewatch           |
| 441609 - | 2008 UF272               | 20 ottobre 2008   | Spacewatch           |
| 441610 - | 2008 UZ290               | 28 ottobre 2008   | Spacewatch           |
| 441611 - | 2008 UX292               | 9 ottobre 2008    | Spacewatch           |
| 441612 - | 2008 UL300               | 9 settembre 2008  | Spacewatch           |
| 441613 - | 2008 UO300               | 29 settembre 2008 | CSS                  |
| 441614 - | 2008 UF309               | 30 ottobre 2008   | CSS                  |
| 441615 - | 2008 US315               | 30 ottobre 2008   | Spacewatch           |
| 441616 - | 2008 UU315               | 30 ottobre 2008   | Spacewatch           |
| 441617 - | 2008 UB316               | 25 settembre 2008 | Mt. Lemmon Survey    |
| 441618 - | 2008 UN320               | 31 ottobre 2008   | CSS                  |
| 441619 - | 2008 US342               | 29 ottobre 2008   | Spacewatch           |
| 441620 - | 2008 UQ345               | 31 ottobre 2008   | Mt. Lemmon Survey    |
| 441621 - | 2008 US365               | 22 ottobre 2008   | Mt. Lemmon Survey    |
| 441622 - | 2008 UP366               | 20 ottobre 2008   | Mt. Lemmon Survey    |
| 441623 - | 2008 US369               | 29 ottobre 2008   | Spacewatch           |
| 441624 - | 2008 VH1                 | 1º novembre 2008  | LINEAR               |
| 441625 - | 2008 VP1                 | 31 ottobre 2008   | CSS                  |
| 441626 - | 2008 VG5                 | 2 novembre 2008   | Mt. Lemmon Survey    |
| 441627 - | 2008 VD18                | 1º novembre 2008  | Spacewatch           |
| 441628 - | 2008 VN18                | 1º novembre 2008  | Spacewatch           |
| 441629 - | 2008 VJ33                | 2 novembre 2008   | Mt. Lemmon Survey    |
| 441630 - | 2008 VA40                | 3 novembre 2008   | Mt. Lemmon Survey    |
| 441631 - | 2008 VE51                | 4 novembre 2008   | Spacewatch           |
| 441632 - | 2008 VS58                | 7 novembre 2008   | Mt. Lemmon Survey    |
| 441633 - | 2008 VB68                | 5 novembre 2008   | Siding Spring Survey |
| 441634 - | 2008 VT71                | 8 novembre 2008   | Mt. Lemmon Survey    |
| 441635 - | 2008 VW72                | 1º novembre 2008  | Mt. Lemmon Survey    |
| 441636 - | 2008 VY74                | 1º novembre 2008  | Mt. Lemmon Survey    |
| 441637 - | 2008 VZ76                | 2 novembre 2008   | Mt. Lemmon Survey    |
| 441638 - | 2008 VA78                | 7 novembre 2008   | Mt. Lemmon Survey    |
| 441639 - | 2008 VC78                | 7 novembre 2008   | Mt. Lemmon Survey    |
| 441640 - | 2008 WG13                | 7 novembre 2008   | Mt. Lemmon Survey    |
| 441641 - | 2008 WZ13                | 20 novembre 2008  | Mt. Lemmon Survey    |
| 441642 - | 2008 WF24                | 18 novembre 2008  | Spacewatch           |
| 441643 - | 2008 WQ24                | 22 settembre 2008 | Mt. Lemmon Survey    |
| 441644 - | 2008 WL27                | 24 ottobre 2008   | Spacewatch           |
| 441645 - | 2008 WZ28                | 19 novembre 2008  | Mt. Lemmon Survey    |
| 441646 - | 2008 WO31                | 2 marzo 2006      | Spacewatch           |
| 441647 - | 2008 WQ43                | 17 novembre 2008  | Spacewatch           |
| 441648 - | 2008 WM44                | 17 novembre 2008  | Spacewatch           |
| 441649 - | 2008 WY45                | 3 novembre 2004   | Spacewatch           |
| 441650 - | 2008 WC66                | 18 novembre 2008  | CSS                  |
| 441651 - | 2008 WZ68                | 18 novembre 2008  | Spacewatch           |
| 441652 - | 2008 WB72                | 28 settembre 2008 | Mt. Lemmon Survey    |
| 441653 - | 2008 WZ73                | 19 novembre 2008  | Mt. Lemmon Survey    |
| 441654 - | 2008 WQ74                | 20 novembre 2008  | Spacewatch           |
| 441655 - | 2008 WD80                | 1º ottobre 2008   | Mt. Lemmon Survey    |
| 441656 - | 2008 WZ87                | 22 aprile 2007    | Spacewatch           |
| 441657 - | 2008 WH90                | 22 novembre 2008  | Spacewatch           |
| 441658 - | 2008 WQ91                | 8 novembre 2008   | Mt. Lemmon Survey    |
| 441659 - | 2008 WV95                | 23 novembre 2008  | LINEAR               |
| 441660 - | 2008 WS108               | 30 novembre 2008  | CSS                  |
| 441661 - | 2008 WE112               | 30 novembre 2008  | Spacewatch           |
| 441662 - | 2008 WJ124               | 21 novembre 2008  | Spacewatch           |
| 441663 - | 2008 WL134               | 21 novembre 2008  | Mt. Lemmon Survey    |
| 441664 - | 2008 WW134               | 30 novembre 2008  | LINEAR               |
| 441665 - | 2008 WE135               | 18 novembre 2008  | Spacewatch           |
| 441666 - | 2008 WU137               | 24 novembre 2008  | Spacewatch           |
| 441667 - | 2008 WR138               | 19 novembre 2008  | Mt. Lemmon Survey    |
| 441668 - | 2008 XE11                | 1º dicembre 2008  | CSS                  |
| 441669 - | 2008 XP14                | 1º dicembre 2008  | Spacewatch           |
| 441670 - | 2008 XO36                | 2 dicembre 2008   | Spacewatch           |
| 441671 - | 2008 XX37                | 20 novembre 2008  | Spacewatch           |
| 441672 - | 2008 XU38                | 2 dicembre 2008   | Spacewatch           |
| 441673 - | 2008 XU43                | 23 novembre 2008  | Mt. Lemmon Survey    |
| 441674 - | 2008 XK48                | 4 dicembre 2008   | Mt. Lemmon Survey    |
| 441675 - | 2008 XP52                | 2 dicembre 2008   | Mt. Lemmon Survey    |
| 441676 - | 2008 YB6                 | 21 dicembre 2008  | San Marcello         |
| 441677 - | 2008 YO6                 | 3 dicembre 2008   | Mt. Lemmon Survey    |
| 441678 - | 2008 YR15                | 4 dicembre 2008   | Mt. Lemmon Survey    |
| 441679 - | 2008 YB18                | 21 dicembre 2008  | Mt. Lemmon Survey    |
| 441680 - | 2008 YE22                | 8 novembre 2008   | Mt. Lemmon Survey    |
| 441681 - | 2008 YK30                | 7 novembre 2008   | Mt. Lemmon Survey    |
| 441682 - | 2008 YM45                | 29 dicembre 2008  | Mt. Lemmon Survey    |
| 441683 - | 2008 YW47                | 21 dicembre 2008  | Spacewatch           |
| 441684 - | 2008 YE53                | 29 dicembre 2008  | Mt. Lemmon Survey    |
| 441685 - | 2008 YW89                | 21 dicembre 2008  | Mt. Lemmon Survey    |
| 441686 - | 2008 YG93                | 21 dicembre 2008  | Spacewatch           |
| 441687 - | 2008 YK96                | 29 dicembre 2008  | Mt. Lemmon Survey    |
| 441688 - | 2008 YL99                | 29 dicembre 2008  | Spacewatch           |
| 441689 - | 2008 YC100               | 24 maggio 2006    | Spacewatch           |
| 441690 - | 2008 YP107               | 21 dicembre 2008  | Mt. Lemmon Survey    |
| 441691 - | 2008 YK108               | 29 dicembre 2008  | Spacewatch           |
| 441692 - | 2008 YS113               | 21 dicembre 2008  | Spacewatch           |
| 441693 - | 2008 YD124               | 30 dicembre 2008  | Spacewatch           |
| 441694 - | 2008 YN124               | 22 dicembre 2008  | Spacewatch           |
| 441695 - | 2008 YG135               | 30 novembre 2008  | Mt. Lemmon Survey    |
| 441696 - | 2008 YT139               | 30 dicembre 2008  | Spacewatch           |
| 441697 - | 2008 YF148               | 24 novembre 2008  | Mt. Lemmon Survey    |
| 441698 - | 2008 YF158               | 30 dicembre 2008  | Mt. Lemmon Survey    |
| 441699 - | 2008 YR159               | 21 dicembre 2008  | Mt. Lemmon Survey    |
| 441700 - | 2008 YU165               | 31 dicembre 2008  | Mt. Lemmon Survey    |

## 441701-441800
| Nome     | Designazione provvisoria | Data di scoperta | Scopritore                  |
| -------- | ------------------------ | ---------------- | --------------------------- |
| 441701 - | 2008 YH171               | 28 dicembre 2008 | LINEAR                      |
| 441702 - | 2009 AY                  | 1º gennaio 2009  | BATTeRS                     |
| 441703 - | 2009 AV6                 | 21 novembre 2008 | Mt. Lemmon Survey           |
| 441704 - | 2009 AP9                 | 2 dicembre 2008  | Mt. Lemmon Survey           |
| 441705 - | 2009 AT12                | 2 gennaio 2009   | Mt. Lemmon Survey           |
| 441706 - | 2009 AB31                | 15 gennaio 2009  | Spacewatch                  |
| 441707 - | 2009 AK31                | 24 novembre 2008 | Mt. Lemmon Survey           |
| 441708 - | 2009 AB32                | 2 gennaio 2009   | Spacewatch                  |
| 441709 - | 2009 AM42                | 1º gennaio 2009  | Spacewatch                  |
| 441710 - | 2009 AT46                | 7 gennaio 2009   | Spacewatch                  |
| 441711 - | 2009 BW                  | 21 dicembre 2008 | CSS                         |
| 441712 - | 2009 BW3                 | 5 dicembre 2008  | Mt. Lemmon Survey           |
| 441713 - | 2009 BB5                 | 16 gennaio 2009  | Dellinger, J.               |
| 441714 - | 2009 BQ6                 | 21 novembre 2008 | Mt. Lemmon Survey           |
| 441715 - | 2009 BO9                 | 2 ottobre 2008   | Mt. Lemmon Survey           |
| 441716 - | 2009 BR16                | 16 gennaio 2009  | Spacewatch                  |
| 441717 - | 2009 BN19                | 29 dicembre 2008 | Spacewatch                  |
| 441718 - | 2009 BO33                | 16 gennaio 2009  | Spacewatch                  |
| 441719 - | 2009 BC34                | 16 gennaio 2009  | Spacewatch                  |
| 441720 - | 2009 BC37                | 16 gennaio 2009  | Spacewatch                  |
| 441721 - | 2009 BK37                | 16 gennaio 2009  | Spacewatch                  |
| 441722 - | 2009 BB51                | 16 gennaio 2009  | Mt. Lemmon Survey           |
| 441723 - | 2009 BU51                | 2 gennaio 2009   | Mt. Lemmon Survey           |
| 441724 - | 2009 BA52                | 16 gennaio 2009  | Mt. Lemmon Survey           |
| 441725 - | 2009 BJ52                | 2 gennaio 2009   | Mt. Lemmon Survey           |
| 441726 - | 2009 BT52                | 16 gennaio 2009  | Mt. Lemmon Survey           |
| 441727 - | 2009 BL53                | 16 gennaio 2009  | Mt. Lemmon Survey           |
| 441728 - | 2009 BT60                | 4 dicembre 2008  | Mt. Lemmon Survey           |
| 441729 - | 2009 BL66                | 20 gennaio 2009  | Spacewatch                  |
| 441730 - | 2009 BT68                | 1º gennaio 2009  | Spacewatch                  |
| 441731 - | 2009 BD69                | 25 gennaio 2009  | CSS                         |
| 441732 - | 2009 BZ74                | 1º dicembre 2008 | Mt. Lemmon Survey           |
| 441733 - | 2009 BV77                | 25 gennaio 2009  | LINEAR                      |
| 441734 - | 2009 BR81                | 29 dicembre 2008 | Mt. Lemmon Survey           |
| 441735 - | 2009 BC89                | 25 gennaio 2009  | Spacewatch                  |
| 441736 - | 2009 BO90                | 15 gennaio 2009  | Spacewatch                  |
| 441737 - | 2009 BB99                | 26 gennaio 2009  | PMO NEO Survey Program      |
| 441738 - | 2009 BL102               | 29 gennaio 2009  | Mt. Lemmon Survey           |
| 441739 - | 2009 BP103               | 25 gennaio 2009  | Spacewatch                  |
| 441740 - | 2009 BN107               | 18 gennaio 2009  | Spacewatch                  |
| 441741 - | 2009 BN110               | 31 gennaio 2009  | Mt. Lemmon Survey           |
| 441742 - | 2009 BR111               | 29 gennaio 2009  | Spacewatch                  |
| 441743 - | 2009 BH134               | 2 gennaio 2009   | Mt. Lemmon Survey           |
| 441744 - | 2009 BA136               | 29 gennaio 2009  | Spacewatch                  |
| 441745 - | 2009 BM139               | 29 gennaio 2009  | Spacewatch                  |
| 441746 - | 2009 BJ141               | 30 gennaio 2009  | Spacewatch                  |
| 441747 - | 2009 BJ150               | 31 gennaio 2009  | Spacewatch                  |
| 441748 - | 2009 BF157               | 25 gennaio 2009  | Spacewatch                  |
| 441749 - | 2009 BB159               | 25 gennaio 2009  | Spacewatch                  |
| 441750 - | 2009 BG169               | 18 gennaio 2009  | Spacewatch                  |
| 441751 - | 2009 BL175               | 29 gennaio 2009  | Spacewatch                  |
| 441752 - | 2009 CG2                 | 2 febbraio 2009  | Cernis, K., Zdanavicius, J. |
| 441753 - | 2009 CY3                 | 1º gennaio 2009  | Mt. Lemmon Survey           |
| 441754 - | 2009 CG4                 | 19 novembre 2008 | Mt. Lemmon Survey           |
| 441755 - | 2009 CU5                 | 14 febbraio 2009 | OAM                         |
| 441756 - | 2009 CU14                | 1º febbraio 2009 | Spacewatch                  |
| 441757 - | 2009 CK21                | 15 gennaio 2009  | Spacewatch                  |
| 441758 - | 2009 CN22                | 18 gennaio 2009  | Mt. Lemmon Survey           |
| 441759 - | 2009 CO28                | 17 gennaio 2009  | Spacewatch                  |
| 441760 - | 2009 CS30                | 1º febbraio 2009 | Spacewatch                  |
| 441761 - | 2009 CU34                | 2 febbraio 2009  | Mt. Lemmon Survey           |
| 441762 - | 2009 CD39                | 13 febbraio 2009 | Spacewatch                  |
| 441763 - | 2009 CS41                | 29 gennaio 2009  | Spacewatch                  |
| 441764 - | 2009 CZ47                | 29 gennaio 2009  | Mt. Lemmon Survey           |
| 441765 - | 2009 CJ50                | 14 febbraio 2009 | OAM                         |
| 441766 - | 2009 CR51                | 22 dicembre 2008 | Mt. Lemmon Survey           |
| 441767 - | 2009 CK52                | 15 gennaio 2009  | Spacewatch                  |
| 441768 - | 2009 CX64                | 5 febbraio 2009  | Spacewatch                  |
| 441769 - | 2009 DT2                 | 2 febbraio 2009  | Mt. Lemmon Survey           |
| 441770 - | 2009 DQ3                 | 19 febbraio 2009 | Hug, G.                     |
| 441771 - | 2009 DU3                 | 17 febbraio 2009 | LINEAR                      |
| 441772 - | 2009 DE4                 | 15 gennaio 2009  | Spacewatch                  |
| 441773 - | 2009 DU7                 | 30 dicembre 2008 | Mt. Lemmon Survey           |
| 441774 - | 2009 DM31                | 1º gennaio 2009  | Spacewatch                  |
| 441775 - | 2009 DS34                | 20 febbraio 2009 | Spacewatch                  |
| 441776 - | 2009 DM41                | 16 gennaio 2009  | Spacewatch                  |
| 441777 - | 2009 DF45                | 22 febbraio 2009 | LINEAR                      |
| 441778 - | 2009 DZ45                | 26 gennaio 2009  | PMO NEO Survey Program      |
| 441779 - | 2009 DF49                | 19 febbraio 2009 | Spacewatch                  |
| 441780 - | 2009 DG49                | 19 febbraio 2009 | Spacewatch                  |
| 441781 - | 2009 DA55                | 1º febbraio 2009 | Spacewatch                  |
| 441782 - | 2009 DY63                | 22 febbraio 2009 | Spacewatch                  |
| 441783 - | 2009 DT64                | 3 febbraio 2009  | Spacewatch                  |
| 441784 - | 2009 DA72                | 29 ottobre 2008  | Mt. Lemmon Survey           |
| 441785 - | 2009 DB79                | 21 febbraio 2009 | Spacewatch                  |
| 441786 - | 2009 DF89                | 24 febbraio 2009 | Spacewatch                  |
| 441787 - | 2009 DK107               | 28 febbraio 2009 | Spacewatch                  |
| 441788 - | 2009 DE126               | 19 febbraio 2009 | Spacewatch                  |
| 441789 - | 2009 DA135               | 20 febbraio 2009 | Spacewatch                  |
| 441790 - | 2009 EQ12                | 6 novembre 2008  | Mt. Lemmon Survey           |
| 441791 - | 2009 EC16                | 14 febbraio 2009 | Spacewatch                  |
| 441792 - | 2009 ED18                | 15 marzo 2009    | Spacewatch                  |
| 441793 - | 2009 EL18                | 15 marzo 2009    | Spacewatch                  |
| 441794 - | 2009 ES24                | 2 marzo 2009     | Mt. Lemmon Survey           |
| 441795 - | 2009 FM9                 | 20 febbraio 2009 | CSS                         |
| 441796 - | 2009 FN27                | 1º ottobre 2008  | Mt. Lemmon Survey           |
| 441797 - | 2009 FQ27                | 27 febbraio 2000 | Spacewatch                  |
| 441798 - | 2009 FV27                | 21 marzo 2009    | CSS                         |
| 441799 - | 2009 FJ41                | 21 marzo 2009    | CSS                         |
| 441800 - | 2009 FY45                | 1º febbraio 2009 | Mt. Lemmon Survey           |

## 441801-441900
| Nome     | Designazione provvisoria | Data di scoperta  | Scopritore                   |
| -------- | ------------------------ | ----------------- | ---------------------------- |
| 441801 - | 2009 FV53                | 17 dicembre 2007  | Mt. Lemmon Survey            |
| 441802 - | 2009 FH64                | 31 marzo 2009     | Spacewatch                   |
| 441803 - | 2009 FC65                | 29 febbraio 2004  | Spacewatch                   |
| 441804 - | 2009 FW73                | 28 marzo 2009     | Mt. Lemmon Survey            |
| 441805 - | 2009 HQ8                 | 21 ottobre 2007   | Mt. Lemmon Survey            |
| 441806 - | 2009 HJ24                | 2 aprile 2009     | Mt. Lemmon Survey            |
| 441807 - | 2009 HE34                | 26 marzo 2009     | Mt. Lemmon Survey            |
| 441808 - | 2009 HV39                | 2 marzo 2009      | Spacewatch                   |
| 441809 - | 2009 HV48                | 19 aprile 2009    | Spacewatch                   |
| 441810 - | 2009 HD99                | 22 aprile 2009    | Mt. Lemmon Survey            |
| 441811 - | 2009 HF102               | 20 aprile 2009    | Mt. Lemmon Survey            |
| 441812 - | 2009 JH8                 | 20 aprile 2009    | Spacewatch                   |
| 441813 - | 2009 KH5                 | 24 maggio 2009    | Spacewatch                   |
| 441814 - | 2009 KP23                | 31 marzo 2009     | Mt. Lemmon Survey            |
| 441815 - | 2009 KU23                | 30 aprile 2009    | Spacewatch                   |
| 441816 - | 2009 KC24                | 27 maggio 2009    | Spacewatch                   |
| 441817 - | 2009 LM4                 | 12 giugno 2009    | Spacewatch                   |
| 441818 - | 2009 MW8                 | 28 giugno 2009    | OAM                          |
| 441819 - | 2009 NW1                 | 11 luglio 2009    | Siding Spring Survey         |
| 441820 - | 2009 OD10                | 29 luglio 2009    | OAM                          |
| 441821 - | 2009 OW12                | 27 luglio 2009    | Spacewatch                   |
| 441822 - | 2009 OC17                | 28 luglio 2009    | Spacewatch                   |
| 441823 - | 2009 QO5                 | 18 agosto 2009    | Spacewatch                   |
| 441824 - | 2009 RO61                | 1º aprile 2008    | Spacewatch                   |
| 441825 - | 2009 SK1                 | 17 settembre 2009 | CSS                          |
| 441826 - | 2009 SR64                | 19 aprile 2007    | Spacewatch                   |
| 441827 - | 2009 SA88                | 18 settembre 2009 | Spacewatch                   |
| 441828 - | 2009 SF97                | 20 settembre 2009 | Mt. Lemmon Survey            |
| 441829 - | 2009 SQ241               | 18 settembre 2009 | CSS                          |
| 441830 - | 2009 SJ244               | 10 dicembre 2006  | Spacewatch                   |
| 441831 - | 2009 SB286               | 25 settembre 2009 | Mt. Lemmon Survey            |
| 441832 - | 2009 SK343               | 17 settembre 2009 | Spacewatch                   |
| 441833 - | 2009 TU19                | 20 settembre 2009 | Mt. Lemmon Survey            |
| 441834 - | 2009 TW47                | 1º ottobre 2009   | Mt. Lemmon Survey            |
| 441835 - | 2009 UH53                | 15 settembre 2009 | Spacewatch                   |
| 441836 - | 2009 UC82                | 11 ottobre 2009   | Mt. Lemmon Survey            |
| 441837 - | 2009 UZ125               | 14 ottobre 2009   | CSS                          |
| 441838 - | 2009 VJ5                 | 24 dicembre 2006  | Spacewatch                   |
| 441839 - | 2009 VU28                | 20 settembre 2009 | Mt. Lemmon Survey            |
| 441840 - | 2009 VK31                | 26 ottobre 2009   | Spacewatch                   |
| 441841 - | 2009 VB35                | 29 marzo 2008     | Mt. Lemmon Survey            |
| 441842 - | 2009 VJ35                | 10 novembre 2009  | Mt. Lemmon Survey            |
| 441843 - | 2009 VK53                | 24 ottobre 2009   | Spacewatch                   |
| 441844 - | 2009 VK58                | 15 novembre 2009  | CSS                          |
| 441845 - | 2009 VU73                | 20 settembre 2009 | Mt. Lemmon Survey            |
| 441846 - | 2009 VX98                | 15 marzo 2007     | Spacewatch                   |
| 441847 - | 2009 VG114               | 9 novembre 2009   | Spacewatch                   |
| 441848 - | 2009 WN10                | 17 novembre 2009  | CSS                          |
| 441849 - | 2009 WO20                | 27 dicembre 2006  | Mt. Lemmon Survey            |
| 441850 - | 2009 WJ23                | 18 novembre 2009  | Spacewatch                   |
| 441851 - | 2009 WK33                | 16 novembre 2009  | Spacewatch                   |
| 441852 - | 2009 WC42                | 17 novembre 2009  | Spacewatch                   |
| 441853 - | 2009 WD71                | 10 novembre 2009  | Spacewatch                   |
| 441854 - | 2009 WR96                | 20 novembre 2009  | Mt. Lemmon Survey            |
| 441855 - | 2009 WY96                | 21 settembre 2009 | Mt. Lemmon Survey            |
| 441856 - | 2009 WD101               | 25 ottobre 2009   | Spacewatch                   |
| 441857 - | 2009 WP162               | 21 novembre 2009  | Spacewatch                   |
| 441858 - | 2009 WS169               | 24 ottobre 2009   | Spacewatch                   |
| 441859 - | 2009 WU171               | 13 dicembre 2006  | Spacewatch                   |
| 441860 - | 2009 WH190               | 24 novembre 2009  | Spacewatch                   |
| 441861 - | 2009 WF219               | 16 novembre 2009  | Spacewatch                   |
| 441862 - | 2009 WX260               | 25 novembre 2009  | Spacewatch                   |
| 441863 - | 2009 WE262               | 18 novembre 2009  | Spacewatch                   |
| 441864 - | 2009 XG                  | 26 novembre 2009  | Mt. Lemmon Survey            |
| 441865 - | 2009 YZ2                 | 17 dicembre 2009  | Mt. Lemmon Survey            |
| 441866 - | 2009 YM11                | 18 dicembre 2009  | Mt. Lemmon Survey            |
| 441867 - | 2009 YA15                | 18 dicembre 2009  | Mt. Lemmon Survey            |
| 441868 - | 2009 YC17                | 16 dicembre 2009  | Spacewatch                   |
| 441869 - | 2009 YG23                | 17 novembre 2009  | Mt. Lemmon Survey            |
| 441870 - | 2009 YF25                | 26 dicembre 2009  | Spacewatch                   |
| 441871 - | 2010 AX38                | 21 novembre 2009  | Mt. Lemmon Survey            |
| 441872 - | 2010 AC40                | 9 gennaio 2010    | Chestnov, D., Novichonok, A. |
| 441873 - | 2010 AB55                | 8 gennaio 2010    | Spacewatch                   |
| 441874 - | 2010 AC60                | 6 gennaio 2010    | CSS                          |
| 441875 - | 2010 AX128               | 29 agosto 2006    | CSS                          |
| 441876 - | 2010 AV133               | 15 gennaio 2010   | WISE                         |
| 441877 - | 2010 BS6                 | 21 aprile 2006    | CSS                          |
| 441878 - | 2010 BK13                | 16 gennaio 2010   | WISE                         |
| 441879 - | 2010 BC74                | 23 gennaio 2010   | WISE                         |
| 441880 - | 2010 CX9                 | 8 febbraio 2010   | WISE                         |
| 441881 - | 2010 CW31                | 9 febbraio 2010   | CSS                          |
| 441882 - | 2010 CC51                | 1º dicembre 2008  | Spacewatch                   |
| 441883 - | 2010 CM70                | 13 febbraio 2010  | Mt. Lemmon Survey            |
| 441884 - | 2010 CX73                | 29 luglio 2008    | Spacewatch                   |
| 441885 - | 2010 CH79                | 20 novembre 2008  | Mt. Lemmon Survey            |
| 441886 - | 2010 CZ98                | 14 febbraio 2010  | Spacewatch                   |
| 441887 - | 2010 CS103               | 14 febbraio 2010  | Spacewatch                   |
| 441888 - | 2010 CY155               | 15 febbraio 2010  | Spacewatch                   |
| 441889 - | 2010 CH161               | 26 maggio 1998    | Spacewatch                   |
| 441890 - | 2010 CC162               | 9 febbraio 2010   | Spacewatch                   |
| 441891 - | 2010 CE181               | 23 maggio 2003    | Spacewatch                   |
| 441892 - | 2010 CU181               | 6 ottobre 2008    | Mt. Lemmon Survey            |
| 441893 - | 2010 CC182               | 14 febbraio 2010  | Pan-STARRS 1                 |
| 441894 - | 2010 DT25                | 19 febbraio 2010  | WISE                         |
| 441895 - | 2010 EM                  | 1º marzo 2010     | WISE                         |
| 441896 - | 2010 EF29                | 15 febbraio 2010  | Spacewatch                   |
| 441897 - | 2010 EG32                | 4 marzo 2010      | Spacewatch                   |
| 441898 - | 2010 EP33                | 4 marzo 2010      | Spacewatch                   |
| 441899 - | 2010 EU66                | 4 marzo 2010      | Spacewatch                   |
| 441900 - | 2010 EC68                | 12 marzo 2010     | Mt. Lemmon Survey            |

## 441901-442000
| Nome     | Designazione provvisoria | Data di scoperta  | Scopritore        |
| -------- | ------------------------ | ----------------- | ----------------- |
| 441901 - | 2010 ES73                | 19 febbraio 2010  | Mt. Lemmon Survey |
| 441902 - | 2010 EX77                | 19 febbraio 2010  | Mt. Lemmon Survey |
| 441903 - | 2010 EH97                | 14 marzo 2010     | Mt. Lemmon Survey |
| 441904 - | 2010 EZ102               | 14 settembre 2007 | Mt. Lemmon Survey |
| 441905 - | 2010 EH104               | 17 dicembre 2009  | Spacewatch        |
| 441906 - | 2010 EC111               | 13 marzo 2010     | Spacewatch        |
| 441907 - | 2010 EW122               | 15 marzo 2010     | Spacewatch        |
| 441908 - | 2010 EM134               | 12 marzo 2010     | Spacewatch        |
| 441909 - | 2010 EN171               | 24 aprile 2006    | Spacewatch        |
| 441910 - | 2010 FW14                | 17 marzo 2010     | CSS               |
| 441911 - | 2010 FU19                | 18 marzo 2010     | Mt. Lemmon Survey |
| 441912 - | 2010 FD85                | 19 marzo 2010     | CSS               |
| 441913 - | 2010 FO87                | 10 agosto 2007    | Spacewatch        |
| 441914 - | 2010 FL101               | 16 marzo 2010     | CSS               |
| 441915 - | 2010 GT94                | 24 gennaio 2007   | Mt. Lemmon Survey |
| 441916 - | 2010 GO119               | 11 aprile 2010    | Spacewatch        |
| 441917 - | 2010 GT123               | 16 febbraio 2010  | Mt. Lemmon Survey |
| 441918 - | 2010 GN127               | 25 maggio 2006    | Spacewatch        |
| 441919 - | 2010 GE142               | 9 aprile 2010     | Mt. Lemmon Survey |
| 441920 - | 2010 GW145               | 16 gennaio 2010   | WISE              |
| 441921 - | 2010 HB5                 | 16 aprile 2010    | WISE              |
| 441922 - | 2010 HK45                | 23 aprile 2010    | WISE              |
| 441923 - | 2010 HA70                | 27 aprile 2010    | WISE              |
| 441924 - | 2010 JB2                 | 3 maggio 2010     | Spacewatch        |
| 441925 - | 2010 JK3                 | 30 gennaio 2010   | WISE              |
| 441926 - | 2010 JL13                | 2 maggio 2010     | WISE              |
| 441927 - | 2010 JQ30                | 19 gennaio 2005   | Spacewatch        |
| 441928 - | 2010 JT31                | 5 maggio 2010     | OAM               |
| 441929 - | 2010 JB34                | 4 maggio 2010     | CSS               |
| 441930 - | 2010 JM37                | 8 aprile 2010     | Spacewatch        |
| 441931 - | 2010 JS43                | 4 maggio 2010     | Spacewatch        |
| 441932 - | 2010 JZ43                | 4 maggio 2010     | Spacewatch        |
| 441933 - | 2010 JU45                | 7 maggio 2010     | Spacewatch        |
| 441934 - | 2010 JB77                | 8 maggio 2010     | Mt. Lemmon Survey |
| 441935 - | 2010 JZ77                | 10 febbraio 2010  | WISE              |
| 441936 - | 2010 JP78                | 2 aprile 2006     | Spacewatch        |
| 441937 - | 2010 JK83                | 8 marzo 2005      | Spacewatch        |
| 441938 - | 2010 JA114               | 9 maggio 2010     | Mt. Lemmon Survey |
| 441939 - | 2010 JG133               | 14 maggio 2010    | WISE              |
| 441940 - | 2010 JL147               | 8 aprile 2010     | Spacewatch        |
| 441941 - | 2010 JV149               | 7 maggio 2010     | Mt. Lemmon Survey |
| 441942 - | 2010 KB35                | 19 maggio 2010    | WISE              |
| 441943 - | 2010 KF62                | 19 maggio 2010    | CSS               |
| 441944 - | 2010 KZ78                | 25 maggio 2010    | WISE              |
| 441945 - | 2010 KZ79                | 25 maggio 2010    | WISE              |
| 441946 - | 2010 KR95                | 28 maggio 2010    | WISE              |
| 441947 - | 2010 LE12                | 2 giugno 2010     | WISE              |
| 441948 - | 2010 LD17                | 2 giugno 2010     | WISE              |
| 441949 - | 2010 LZ33                | 11 marzo 2005     | Mt. Lemmon Survey |
| 441950 - | 2010 LG35                | 5 maggio 2010     | Mt. Lemmon Survey |
| 441951 - | 2010 LB57                | 9 giugno 2010     | WISE              |
| 441952 - | 2010 LR68                | 8 giugno 2010     | WISE              |
| 441953 - | 2010 LZ69                | 9 giugno 2010     | WISE              |
| 441954 - | 2010 LY72                | 10 giugno 2010    | WISE              |
| 441955 - | 2010 LL78                | 10 giugno 2010    | WISE              |
| 441956 - | 2010 LM86                | 11 giugno 2010    | WISE              |
| 441957 - | 2010 LD100               | 13 giugno 2010    | WISE              |
| 441958 - | 2010 LR101               | 13 giugno 2010    | WISE              |
| 441959 - | 2010 LR116               | 14 giugno 2010    | WISE              |
| 441960 - | 2010 LV117               | 14 giugno 2010    | WISE              |
| 441961 - | 2010 MN6                 | 16 giugno 2010    | WISE              |
| 441962 - | 2010 MJ23                | 12 ottobre 2005   | Spacewatch        |
| 441963 - | 2010 MB24                | 18 giugno 2010    | WISE              |
| 441964 - | 2010 MA26                | 5 dicembre 2005   | Spacewatch        |
| 441965 - | 2010 MS33                | 22 ottobre 2005   | Spacewatch        |
| 441966 - | 2010 MN37                | 21 giugno 2010    | WISE              |
| 441967 - | 2010 MB49                | 29 ottobre 2005   | Spacewatch        |
| 441968 - | 2010 MD66                | 25 dicembre 2006  | Spacewatch        |
| 441969 - | 2010 MO70                | 25 giugno 2010    | WISE              |
| 441970 - | 2010 MK72                | 25 giugno 2010    | WISE              |
| 441971 - | 2010 MT77                | 26 giugno 2010    | WISE              |
| 441972 - | 2010 MS79                | 26 giugno 2010    | WISE              |
| 441973 - | 2010 MN81                | 27 giugno 2010    | WISE              |
| 441974 - | 2010 MQ92                | 28 giugno 2010    | WISE              |
| 441975 - | 2010 MX93                | 27 novembre 2006  | Mt. Lemmon Survey |
| 441976 - | 2010 MW108               | 30 giugno 2010    | WISE              |
| 441977 - | 2010 MJ110               | 30 giugno 2010    | WISE              |
| 441978 - | 2010 MC111               | 30 giugno 2010    | WISE              |
| 441979 - | 2010 ND22                | 6 luglio 2010     | WISE              |
| 441980 - | 2010 NT23                | 6 luglio 2010     | WISE              |
| 441981 - | 2010 NV31                | 29 ottobre 2005   | CSS               |
| 441982 - | 2010 NJ42                | 25 ottobre 2005   | CSS               |
| 441983 - | 2010 NQ42                | 26 ottobre 2005   | Spacewatch        |
| 441984 - | 2010 NX43                | 9 luglio 2010     | WISE              |
| 441985 - | 2010 NP53                | 10 luglio 2010    | WISE              |
| 441986 - | 2010 NG63                | 11 luglio 2010    | WISE              |
| 441987 - | 2010 NY65                | 14 luglio 2010    | WISE              |
| 441988 - | 2010 NS71                | 14 luglio 2010    | WISE              |
| 441989 - | 2010 NA81                | 16 luglio 2010    | WISE              |
| 441990 - | 2010 NC84                | 1º luglio 2010    | WISE              |
| 441991 - | 2010 NO84                | 1º luglio 2010    | WISE              |
| 441992 - | 2010 NG86                | 1º luglio 2010    | WISE              |
| 441993 - | 2010 NT102               | 30 ottobre 2005   | Spacewatch        |
| 441994 - | 2010 NX103               | 12 luglio 2010    | WISE              |
| 441995 - | 2010 NU106               | 21 febbraio 2007  | Mt. Lemmon Survey |
| 441996 - | 2010 OY5                 | 16 luglio 2010    | WISE              |
| 441997 - | 2010 OZ5                 | 1º novembre 2005  | LONEOS            |
| 441998 - | 2010 OK6                 | 16 luglio 2010    | WISE              |
| 441999 - | 2010 OQ12                | 18 marzo 2007     | Spacewatch        |
| 442000 - | 2010 OL14                | 17 luglio 2010    | WISE              |